# 甲基膦酸二甲酯
甲基膦酸二甲酯（英語：Dimethyl methylphosphonate）是一種有機磷化合物。其化學式爲C3H9O3P，結構簡式爲CH3PO(OCH3)2。它在標準狀況下爲無色液體，一般被用作阻燃劑。

## 化學性質
甲基膦酸二甲酯可以由亞磷酸三甲酯和鹵代甲烷（比如碘甲烷通過米歇爾–阿爾布佐夫反應製得。甲基膦酸二甲酯因爲可以與亞硫酰氯反應生成可用於生產神經毒劑類化學武器沙林和梭曼的甲基膦酰二氯用於而被列入化學武器公約附表2中。上述生成甲基膦酰二氯的反應可被多種胺催化。在校準有機磷檢測器時，甲基膦酸二甲酯可以起到模擬沙林的作用。

## 用途
甲基膦酸二甲酯的主要商業用途是作阻燃劑。除此之外，在商業上，甲基膦酸二甲酯還能被用作汽油的提前點火添加劑、消泡劑、增塑劑、柔順劑、抗靜電劑、溶劑中的添加劑，以及低溫液壓油。另外，甲基膦酸二甲酯還可以被用作催化劑。甲基膦酸二甲酯亦可用於有機合成之中，以它爲原料，可以生產出一種高反應活性的葉立德。美國的甲基膦酸二甲酯年產量在91,000千克到907,000千克之間。
1992年10月4日，以色列航空1862號班機在飛往特拉維夫途中於荷蘭阿姆斯特丹墜毀，所載運貨物中有190升的甲基膦酸二甲酯。